# Bulgariska ishockeyfederationen
Bulgariska ishockeyfederationen kontrollerar den organiserade ishockeyn i Bulgarien. Bulgarien inträdde den 25 juli 1960 i IIHF.

### Fotnoter
1. ↑  ”Bulgaria”. International Ice Hockey Federation. http://www.iihf.com/iihf-home/countries/bulgaria.html. Läst 9 april 2012.